# Remontée d'humidité par capillarité
La remontée d'humidité par capillarité, fréquemment appelée  remontées capillaires, désigne la migration d'humidité dans les murs en contact avec un sol humide et du fait de la structure poreuse du matériau qui les constitue (bois, plâtre, torchis, etc.).

## Description
La porosité des murs, ou de leur revêtement, permet à l'eau de progresser, essentiellement sous forme liquide, en fonction de la tension capillaire (fonction notamment du rayon du capillaire ou pore, d'après la Loi de Jurin), y compris en allant à l'encontre de la gravité, les forces exercées par tension sur l'eau l'équilibrant. Outre la teneur en eau du sol, c'est donc la nature du matériau (sa structure poreuse) qui a un impact décisif sur la hauteur des remontées capillaires.
Les termes communément employés pour désigner l'humidité persistante dans les murs anciens sont: remontées d'humidité tellurique, humidité ascensionnelle, capillarité des murs que l'on voit essentiellement aux endroits les moins ventilés (angles de mur et de plafond).

## Effets
Les conséquences de ces remontées capillaires sont notamment : les efflorescences de sels (salpêtre par exemple), l'apparition de champignons, de moisissures,.